# Municipio de Swan Lake (condado de Emmet)
El municipio de Swan Lake (en inglés: Swan Lake Township) es un municipio ubicado en el condado de Emmet en el estado estadounidense de Iowa. En el año 2010 tenía una población de 137 habitantes y una densidad poblacional de 1,45 personas por km².

## Geografía
El municipio de Swan Lake se encuentra ubicado en las coordenadas 43°23′19″N 94°36′40″O / 43.38861, -94.61111. Según la Oficina del Censo de los Estados Unidos, el municipio tiene una superficie total de 94.41 km², de la cual 92,31 km² corresponden a tierra firme y (2,22 %) 2,1 km² es agua.

## Demografía
Según el censo de 2010, había 137 personas residiendo en el municipio de Swan Lake. La densidad de población era de 1,45 hab./km². De los 137 habitantes, el municipio de Swan Lake estaba compuesto por el 98,54 % blancos, el 0,73 % eran amerindios, el 0,73 % eran de otras razas. Del total de la población el 0,73 % eran hispanos o latinos de cualquier raza.